# Anitta (álbum)
Anitta é o álbum de estreia da artista musical brasileira Anitta, lançado em 6 de julho de 2013 pela Warner Music. Produzido por Umberto Tavares e Mãozinha, o projeto possui uma sonoridade inspirada por gêneros como o pop e dance-pop com algumas canções específicas que transitam pelo electropop, R&B, dancehall, reggae e o funk melody. Liricamente, é focado em temas como relacionamentos amorosos e autoconfiança. O disco contém o primeiro hit da cantora, intitulado "Show das Poderosas" e que alcançou o topo das paradas brasileiras.
Anitta foi bem recebido no campo comercial, atingindo o topo da iTunes Store no Brasil e recebeu certificação de platina pela Pro-Música Brasil (PMB). A obra extraiu três singles e gerou à intérprete uma indicação ao Prêmio Extra, duas estatuetas do Prêmio Multishow de Música Brasileira em 2013, uma vitória no Melhores do Ano em 2013 e uma indicação ao Grammy Latino.

## Produção e gravação
Após ter chamado a atenção do DJ Renato Azevedo - conhecido como Batutinha -, ao ter gravado um cover da canção "Soltinha", de Priscila Nocetti e postado em seu canal no site de vídeos online YouTube, Anitta foi convidada por Azevedo para fazer alguns testes de canto e apresentações, chamando atenção de Batutinha ao dançar stiletto - modalidade de dança em cima do salto alto -, e decidiu trabalhar com ela. "A Anitta é um conjunto. A música, a voz, a dança, o carisma e o show", declarou o dee jay. A partir de então, Anitta começou a trabalhar para a Furacão 2000, mas, em junho de 2012 a empresária Kamilla Fialho, pagou cerca de R$ 260 mil à equipe, para que Anitta fosse agenciada por ela. Fialho montou um espetáculo com músicos e dançarinos, investiu na imagem de Anitta, e a apresentou aos produtores Umberto Tavares e Mãozinha. Então, as grandes gravadoras procuraram Kamilla, porém foi com a Warner Music que em janeiro de 2013, e em fevereiro Anitta lançou "Meiga e Abusada", primeira canção de trabalho e faixa que anunciava o álbum que estava projetado para setembro.
O projeto começou a ser desenvolvido em fevereiro, porém, as canções não eram suficientes para preencher um álbum. Então, a artista entrou em estúdio para compor com a equipe de produção. Segundo Wagner Vianna, diretor artístico da Warner, "a galera ficou sem dormir algumas noites. A Anitta deu muita opinião, mas não foi complicado". Nesse período, Anitta escreveu sozinha "Show das Poderosas" e "Tá na Mira". A gravadora gostou da primeira canção e a lançou como o segundo single de Anitta. Devido ao desempenho da canção, o lançamento do álbum foi adiantado e em 20 de junho de 2013 a cantora divulgou a capa do álbum em sua página oficial no Facebook. Na capa, a Anitta aparece em um "fundo marrom, com os braços aberto e seu nome escrito com um glitter rosa na imagem", descreve a revista Caras.

## Letra, temática e estilo
Renato Azevedo ficou surpreendido ao ver Anitta se apresentar em cima do salto, no estilo stiletto, modalidade de dança que ficou mundialmente conhecido graças à cantora estadunidense Beyoncé. No entanto, não foi apenas a dança da cantora americana que inspirou Anitta. Segundo Mauro Ferreira, algumas canções do álbum poderiam estar na lista de faixa de algumas cantoras internacionais de R&B "industrializado", como "Não Para". Seguindo o pensamento de Ferreira, Braulio Lorentz do G1 diz que a faixa "Achei", se convertida para o inglês poderia figurar a lista de faixas dos álbuns de Rihanna, por exemplo. O projeto supre o "buraco" deixado no mercado pop mainstream brasileiro. Para o site POPLine, Anitta recebe "influências internacionais de olho no trono" do pop brasileiro. Lorentz, ainda afirma que a faixa "Zen" poderia fazer um bom par com "I'm Yours", de Jason Mraz; para o site Que Delícia Né, Gente?, a canção mistura Chimarruts, Colbie Caillat e "carioquês".
O álbum possui batidas estéreis, sendo pautado basicamente entre a música pop e dance-pop, trazendo ainda elementos de outros gêneros musicais em determinadas canções como electropop, dubstep, R&B e o reggae. E em geral, as letras das canções afirmam a força da mulher sobre relacionamentos amorosos, o poder de sedução, com temáticas feminista e sensuais - sendo comparado aos trabalhos de Beyoncé, Rihanna, Katy Perry e Kelly Key.

## Lançamento e divulgação
Com o primeiro single lançado no começo do ano, "Meiga e Abusada", o projeto tinha lançamento previsto para setembro de 2013. Em 16 de abril, a Warner Music disponibiliza a segunda canção de trabalho de Anitta, mas, e devido ao desempenho da canção - atingindo o pico da Billboard Brasil Hot 100 Airplay -, a gravadora decidiu adiantar o lançamento, feito em 6 de julho de 2013. O álbum entrou em pré-venda no iTunes em 2 de julho e no mesmo dia alcançou o topo de vendas no Brasil. Simultaneamente, Anitta teve três músicas na parada das mais baixadas do iTunes com "Show das Poderosas" - versão de estúdio e acústica - e "Não Para", respectivamente.

### Singles
"Menina Má" e "Meiga e Abusada", lançadas anteriormente como singles em 16 de março de 2012 e 6 de julho de 2012, respectivamente de seu EP de estreia homônimo, foram incluídas no álbum posteriormente. Após o lançamento do disco "Meiga e Abusada" foi incluída como parte da trilha sonora da telenovela Amor à Vida, da TV Globo, e rendeu à Anitta indicação de "Melhor Tema Musical" no Prêmio Extra de Televisão.
Em 16 de abril, a Warner Music liberou "Show das Poderosas", primeiro single oficial para o álbum. A canção é um pop dançante mainstream, semelhante aos hits lançado por cantoras pop internacionais. Alex Alves, do site POPLine, diz que a cantora mostra um "timbre radiofonicamente" favorável que, misturado ao sotaque carioca de Anitta, gera a fórmula necessária para passar a mensagem da letra. "Show das Poderosas" recebeu duas estatuetas no Prêmio Multishow em 2013 nas categorias "Música-chiclete" e "Videoclipe do Ano". O vídeo-clipe atingiu a marca de 70 Milhões de acessos no YouTube, recebendo o título de videoclipe mais visto de 2013 no Brasil pelo próprio site.No início de 2014 o vídeo-clipe alcançou a marca de 100 Milhões de visualizações no YouTube, sendo a primeira cantora brasileira a alcançar tal marca no youtube Brasil.
Anitta lançou o segundo single de seu álbum homônimo, "Não Para" em julho de 2013 na mesma semana do lançamento do álbum, durante um programa de rádio. Porém, somente próximo a data de lançamento do álbum, foi que a Warner liberou a canção para download no iTunes.
"Zen", foi lançado como terceiro e último single do álbum e primeira canção de trabalho após o lançamento do mesmo. a música passou 6 semanas no topo da Brasil Hot 100 Airplay. Em 2014, foi indicada ao Melhor Canção em Língua Portuguesa.
Singles promocionais
Previamente ao álbum, "Proposta" foi liberada como primeiro single promocional em 16 de janeiro de 2012, ainda quando a cantora não tinha um contrato com gravadora, sendo incluída posteriormente na lista de faixas do disco de estreia. Um mês depois, em 20 de fevereiro, "Eu Vou Ficar" é liberado como segundo single promocional. Originalmente planejado como primeiro single oficial, "Tá na Mira" acabou sendo substituída por "Show das Poderosas" e a canção foi liberada como terceiro e último single promocional em 23 de abril de 2013.
Outras canções
"Eu Sou Assim" entrou para a trilha sonora da novela das 9 da TV Globo Em Família.

## Recepção da crítica
| Críticas profissionais | Críticas profissionais |
| Avaliações da crítica  | Avaliações da crítica  |
| Fonte                  | Avaliação              |
| ---------------------- | ---------------------- |
| Audiograma             | [ 27 ]                 |
| Fita Bruta             | [ 28 ]                 |
| G1                     | Positiva               |
| ItPOP                  | [ 29 ]                 |
| Notas Musicais         | [ 9 ]                  |
| Que Delícia Né, Gente? | 6.5 de 10 estrelas.    |
| Verbloose              | 6.5 de 10 estrelas.    |

Após o lançamento de Anitta, ele foi recebido com críticas mistas dos críticos de música. John Pereira, do Audiograma, disse que o álbum é um álbum pop clichelete, mas, que isso não é algo ruim. Para ele, o álbum remete aos primeiros trabalhos da cantora brasileira Kelly Key. Pereira diz que "não gostar do que ela [Anitta] faz é permitido, mas negar que ela atingiu algo que poucos conseguiram no cenário pop brasileiro pode ser demais". Yuri de Castro, do Fita Bruta, também compara Anitta à Kelly Key e a Preta Gil, a chamando de "fútil", pois a cantora "é comportada e finge que não. É conservadora e nem sabe que é. É, inclusive, eclética no pior sentido da palavra".
Para Braulio Lorentz, do site G1, diz que em seu primeiro álbum, Anitta, tenta "mostrar que vai além do rebolado que a fez ser contratada por uma grande gravadora, inflar seu cachê e bater várias cantoras brasileiras". Para Lorentz, as faixas do projeto são "colantes e assobiáveis", e que Anitta quer "abraçar o pop de Beyoncé (de quem sempre se diz fã), Katy Perry (referência declarada para o videoclipe de "Meiga e Abusada") e cantoras brasileiras hoje mais afastadas dos estúdios, como Kelly Key". Guilherme Tintel para o site ItPOP, disse que o álbum é uma compilação de samples de músicas da Beyoncé e que o álbum abusa de versos fáceis e possui retenção de batidas de funk. Ele complementou dizendo: "Seu talento vocal é bem limitado, agora que faz um show atrás do outro perdeu muitos pontos na categoria “presença de palco” — quase sempre salva pelos dançarinos, além da boa e velha base pré-gravada — e como dissemos anteriormente, por conta da pressa para aproveitar o seu primeiro grande sucesso tudo o que a gravadora fez foi lançar um álbum cheio de canções parecidinhas, tendo pontos positivos aqui ou ali."
Mauro Ferreira, do site Notas Musicais, disse que Anitta perde o seu poder no álbum, em um projeto que soa "repetitivo e industrializado em excesso". Ferreira diz que a gravadora "alardeia" o número de vendas, de um projeto que contém faixas de pop artificial para explorar a popularidade de Anitta, obtida através de seu hit "Show das Poderosas". Para o crítico, a cantora tem mais "pose do que voz (pequena e opaca, diga-se)", e a chama de "Gretchen dos bailes da atualidade".
Por outro lado, o site Que Delícia Né, Gente?, diz que as primeira canções do álbum são suficientes para "colar nas sua cabeça, quer queira, quer não". Mas, que o projeto contém surpresas positivas como "Zen" e "Eu Sou Assim". Entretanto, o site encerra a crítica dizendo que se "a intenção da gravadora era passar por média, conseguiu, mas passou raspando". O site Verbloose diz que Anitta tem uma "voz delicada e suave", que dá um toque pessoal às canções. Todavia, ele alerta que para que "ainda falta muito" para Anitta se tornar uma cantora de nome, pois, em seu álbum encontra-se canções de letras "bobas, superficiais e vazias", e diz que o seu sucesso se dá devido a falta de concorrência no mercado musical brasileiro em relação à cantoras pop.

## Lista de faixas
Todas as faixas foram produzidas por Mãozinha e Umberto Tavares.
| Anitta – Edição padrão |                             |                                                           |         |  |
| N.º                    | Título                      | Compositor(es)                                            | Duração |  |
| 1.                     | "Show das Poderosas"        | Larissa Machado                                           | 2:30    |  |
| 2.                     | "Meiga e Abusada"           | Anitta, Jefferson Júnior, Matheus Santos                  | 3:49    |  |
| 3.                     | "Tá na Mira"                | Machado                                                   | 2:51    |  |
| 4.                     | "Zen"                       | Anitta, Umberto Tavares, Jefferson Júnior, Matheus Santos | 2:45    |  |
| 5.                     | "Achei"                     | Machado Tavares Júnior                                    | 2:41    |  |
| 6.                     | "Menina Má"                 | Machado                                                   | 2:55    |  |
| 7.                     | "Príncipe de Vento"         | Machado Tavares Júnior                                    | 2:29    |  |
| 8.                     | "Não Para"                  | Machado                                                   | 3:13    |  |
| 9.                     | "Eu Sou Assim"              | Machado Júnior Tavares                                    | 3:03    |  |
| 10.                    | "Fica Só Olhando"           | Batutinha                                                 | 2:46    |  |
| 11.                    | "Proposta"                  | Batutinha                                                 | 2:47    |  |
| 12.                    | "Cachorro Eu Tenho em Casa" | Machado Tavares Júnior                                    | 2:31    |  |
| 13.                    | "Som do Coração"            | Machado                                                   | 3:18    |  |
| Duração total:         | Duração total:              | Duração total:                                            | 43:08   |  |

| Anitta – Faixa bônus da edição física |                                                  |                |         |  |
| N.º                                   | Título                                           | Compositor(es) | Duração |  |
| 14.                                   | "Show das Poderosas" (Headshot Mix DJ Batutinha) | Machado        | 2:20    |  |

| Anitta – Faixas bônus do iTunes |                                                  |                |         |  |
| N.º                             | Título                                           | Compositor(es) | Duração |  |
| 14.                             | "Eu Vou Ficar"                                   | Batutinha      | 2:59    |  |
| 15.                             | "Show das Poderosas" (Batutinha DJ - Rádio Edit) | Machado        | 2:20    |  |

| Anitta – Faixa bônus do Spotify |                                          |                              |         |  |
| N.º                             | Título                                   | Compositor(es)               | Duração |  |
| 16.                             | "Zen (Espanhol)" (participação de Rasel) | Machado Tavares Júnior Rasel | 2:48    |  |

## Desempenho nas tabelas musicais e certificação
| País — Tabela musical (2013)     | Posição de pico |
| -------------------------------- | --------------- |
| Brasil (TOP 20 Semanal ABPD)     | 1               |
| Brasil (Billboard Brazil Albums) | 1               |

| Região                                              | Certificação | Vendas   |
| --------------------------------------------------- | ------------ | -------- |
| Brasil (Pro-Música Brasil)                          | Platina      | 170,000* |
| *números de vendas baseados somente na certificação |              |          |